# K-Pax
K-Pax és una pel·lícula de ciència-ficció estatunidenca de 2001, basada en la novel·la homònima de Gene Brewer (1995), dirigida per Iain Softley, i protagonitzada per Kevin Spacey, Jeff Bridges, Mary McCormack i Alfre Woodard. La pel·lícula tracta d'un pacient psiquiàtric que diu ser un extraterrestre del planeta K-Pax. Durant el seu tractament, el pacient mostra una visió de la vida que en última instància resulta inspiradora per als seus companys pacients i sobretot pel seu psiquiatre. La pel·lícula es va doblar al català.

## Argument
Kevin Spacey encarna un inofensiu home detingut a l'Estació Grand Central després de veure's involucrat en un atracament. Jeff Bridges interpreta un expert psiquiatre d'un hospital públic. Els seus camins es creuen quan la policia envia Prot (Spacey) al Dr. Mark Powell (Bridges) després que els expliqués que la llum del seu planeta era massa brillant per a ell, molt més intensa que a la seva llar, en el distant planeta K-PAX. Durant la seva carrera, Powell ha tractat nombrosos pacients amb al·lucinacions i imagina que simplement és qüestió de temps aconseguir trencar la cuirassa de Prot i que aquest li parli del que li passa en realitat. Prot afirma estar en una missió de recollida de dades, i li explica pacientment com les seves experiències a la Terra contrasten amb la seva vida a K-Pax. Hi ha moltes coses que li agraden d'aquí, però afirma que tornarà a casa abans que acabi l'estiu. A mesura que transcorren els dies previs a la seva anunciada marxa, tots els pacients de l'hospital lluiten per anar-se'n amb ell. La seva descripció de la vida en un planeta a 1.000 anys llum de distància ha despertat esperança entre ells.

## Repartiment
| Intèrpret           | Personatge          |
| ------------------- | ------------------- |
| Kevin Spacey        | Prot                |
| Jeff Bridges        | Dr. Mark Powell     |
| Mary McCormack      | Rachel Powell       |
| Alfre Woodard       | Dr. Claudia Villars |
| David Patrick Kelly | Howie               |
| Saul Williams       | Ernie               |
| Celia Weston        | Doris Archer        |

## Recepció
La pel·lícula va rebre crítiques mixtes i té una qualificació baixa de 41% al Rotten Tomatoes basada en 139 ressenyes amb una puntuació mitjana de 5,1 dels 10 i comentaris com: «Per a aquells que han vist Algú va volar sobre el niu del cucut o Starman, K-Pax no pot sostenir res de nou. La pel·lícula funciona millor com un aparador per Kevin Spacey i Jeff Bridges». La pel·lícula té una puntuació de 49 al Metacritic basada en 31 comentaris que indiquen crítiques mixtes o mitjes. Roger Ebert va escriure al Chicago Sun-Times: «Admirava la forma en què la pel·lícula ens va turmentar amb possibilitats i va permetre que el metge i el pacient per parlar amb seny, ens fes dubtar, sobre la diferència entre el delirant i el que no ho és». A. O. Scott, per la seva banda, va escriure a The New York Times, «K-Pax és un escenari monòton, seriós, però, en l'elevació de ser pseudo-espiritual i haver-hi reciclatge de disbarats romàntics sobre la vida extraterrestre i la malaltia mental...». Al Variety, Robert Koehler va dir, «en una pel·lícula dramàtica, John Mathieson fa que la pantalla agafi llum, ombra i el color espectral en els efectes especials irrellevants». No obstant això, Claudia Puig al USA Today conclou: «A més d'haver de carregar amb el pitjor títol de l'any […] aquesta pel·lícula equivocada està encadenada pel seu propi sentit d'extralimitació d'importància i serietat».
Juntament amb la recepció crítica mixta K-Pax va ser també una decepció en taquilla fent només 65.001.485 $ a tot el món fora d'un pressupost de producció de 68 milions $, incloent 50.338.485 $ a l'Amèrica del Nord i 14.663.000 $ en altres llocs.

### Demanda de plagi
Les queixes de plagi de la pel·lícula argentina de 1986 Hombre Mirando al Sudeste van ser realitzades pel seu director, Eliseo Subiela. Posteriorment, Gene Brewer i altres relacionats amb la pel·lícula K-PAX van ser demandats al novembre de 2001. La denúncia va ser retirada més tard, ja que el judici s'allargava amb el temps i Subiela no tenia prou diners per mantenir els litigis. Subiela segueix afirmant que la seva pel·lícula era un plagi fet pels creadors de K-PAX. Gen Brewer va arribar a llançar un llibre de memòries explicant la seva inspiració per als llibres anomenats Creating K-Pax o Are You Sure You Want to Be a Writer?

## Per a llegir més
- Jon Frauley. 2010. "Pathology, Power, and Medicalization in K-Pax." Criminology, Deviance, and the Silver Screen: The Fictional Reality and the Criminological Imagination. Nova York: Palgrave Macmillan.